# Новосергіївка (Запорізький район)
Новосе́ргіївка — село в Україні, у Біленьківській сільській громаді Запорізького району Запорізької області. Населення становить 173 особи.

## Географія
Село Новосергіївка розташоване за 30 км від обласного центру, за 1,5 км від правого берега річки Нижня Хортиця. Найближче сусіднє село Уділенське (за 2,5 км).